# Lekenye
Lekenye (szlovákul: Bohúňovo, korábban Lekeňa) község Szlovákiában, a Kassai kerület Rozsnyói járásában.

## Fekvése
Rozsnyótól 20 km-re délnyugatra, a Sajó partján fekszik. Sajótiba tartozik hozzá.

## Élővilága

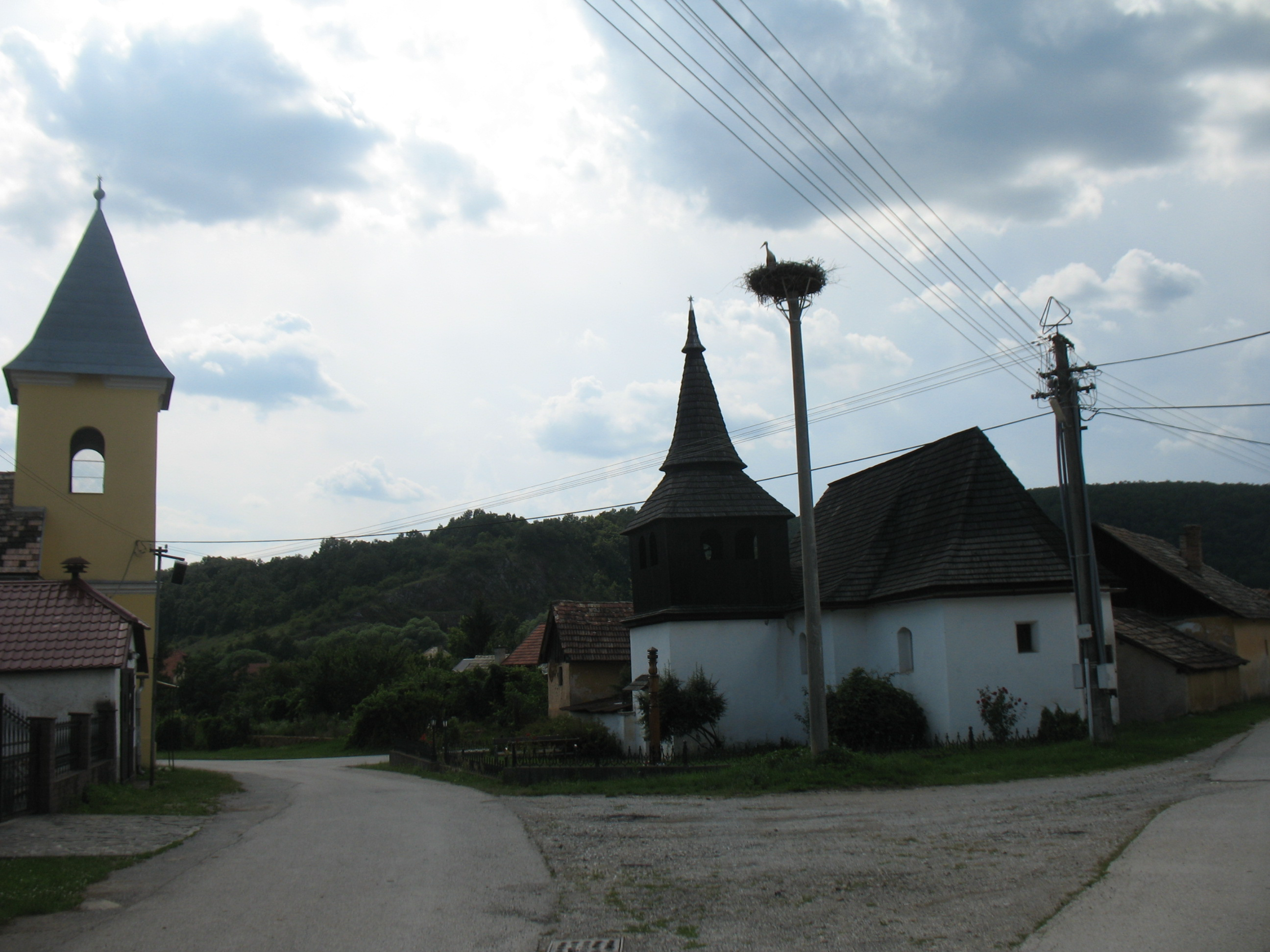
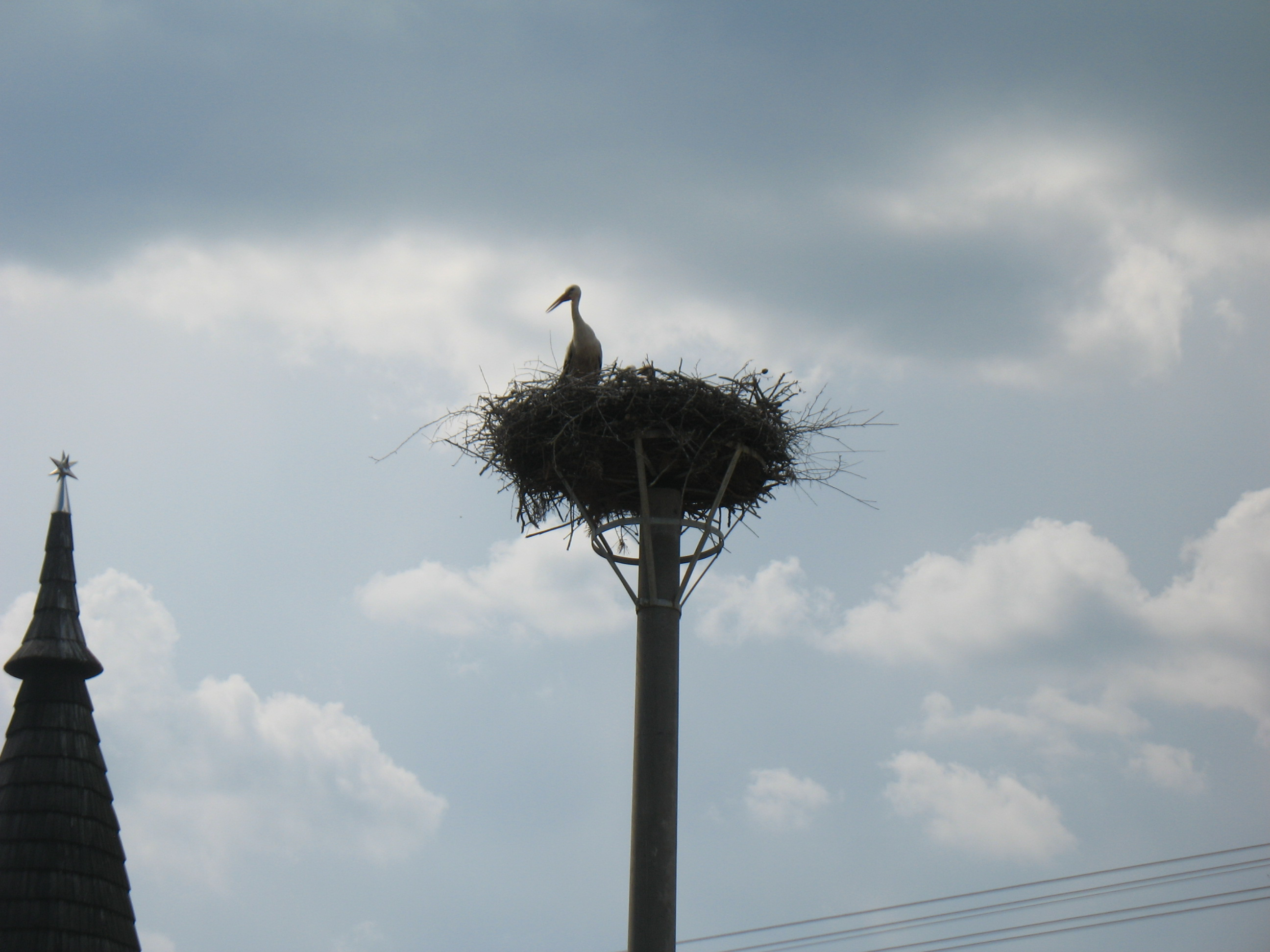
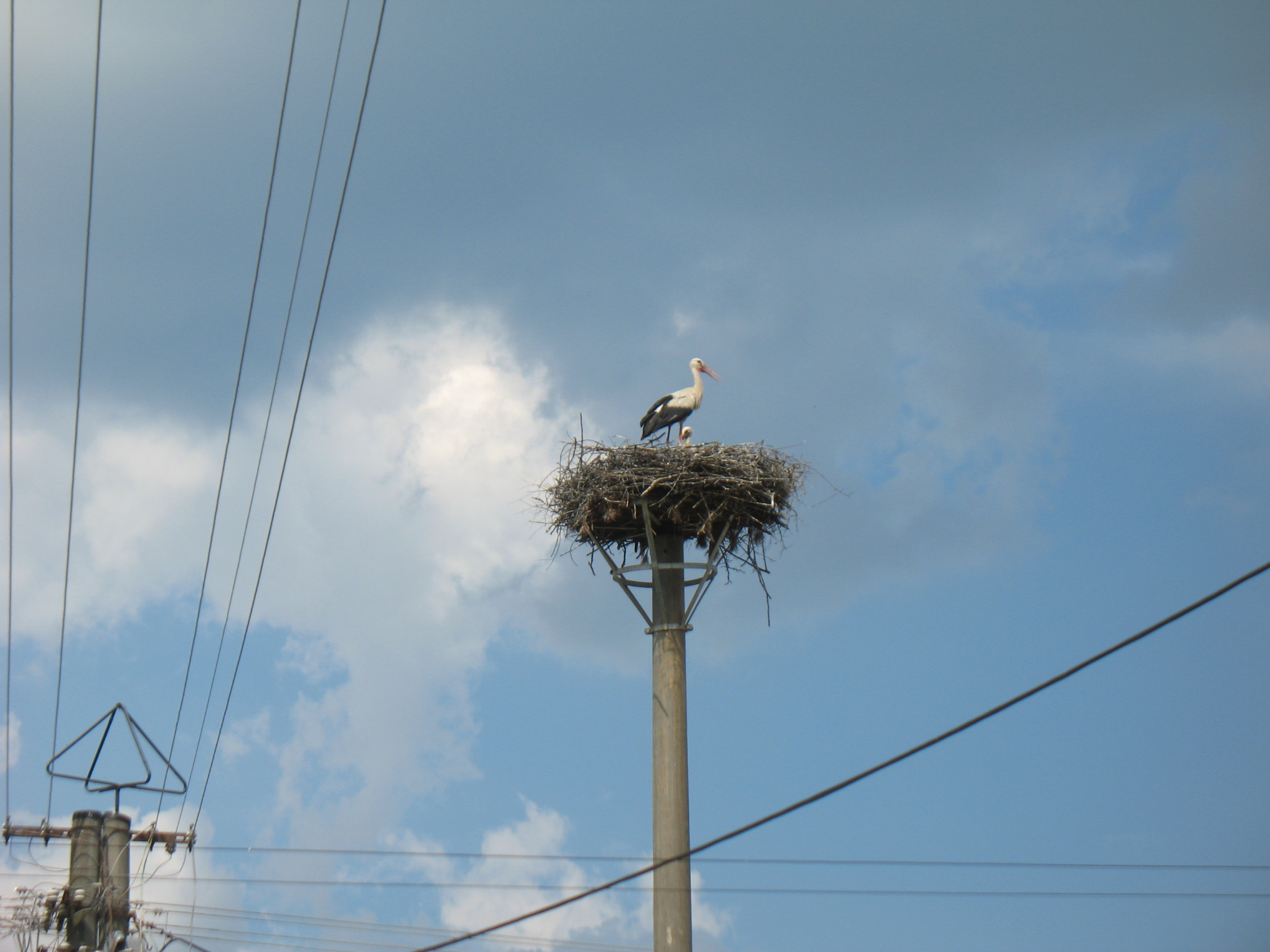

A faluban egy gólyafészket tartanak nyilván, melyet 2013-ban helyeztek át különálló oszlopra. 2013-ban 1, 2014-ben 2 fiókát számoltak össze.

## Története
A falu a 12. században keletkezett, 1243-tól – amikor először említik – az Ákos nemzetség birtoka. Első említése IV. Béla adománylevelében „Lokuna" alakban történik. A későbbiek során 1318-ban „Lekyne", illetve „Lekune", 1320-ban „Leklene", 1336-ban „Lekene" néven szerepel az oklevelekben. A 15. században 13 portával a Forgách család birtoka. 1526-tól részben a Széchy családé, majd köznemesi birtok. Lakói állattenyésztéssel, szénégetéssel foglalkoztak. A 16.–17. században lakói tömegesen menekültek a török betörések elől. 1739-40-ben éhínség pusztított.
A 18. század végén Vályi András így ír róla: „LEKENYE. Magyar falu Gömör Várm. földes Ura Kiss, és más Uraságok, lakosai reformatusok, és evangelikusok, a’ kiknek példás meg egyézésekből oskólájok, oskola mesterjek, sőt Templomjok is közös, fekszik Pelsőztől 3/4 órányira Sajó vize partyán, földgyének 2/4 része kőves, piatzozása 2 1/2 mértföldnyire Rozsnyón, edeje el pusztúlt, legelője elég van."
1828-ban 45 házában 324 lakosa volt. A lakosság mezőgazdaságból, állattenyésztésből, szénégetésből és fuvarozásból élt. A 19.–20. században sokan kőműves munkákkal keresték kenyerüket.
A 19. század közepén Fényes Elek eképpen írja le: „Lekenye, helység, Gömör vmegyében, Tiba és Csoltó helységekkel határos, a Rosnyótól lejövő országut és Sajó vize mellett fekszik. Van benne a reformatusok és evangelikusoknak közösen használt templomjuk. Lakosok száma 314, kik közűl 1/4-de evangelikus, a többi reformatus, mindnyájan magyar eredetüek s beszélők. Van 5 3/8 urbéri és 4 majorsági telek, 1 zsellér; 300 hold erdő. Szántóföldje mindamellett hogy köves és hegyes, megtermi a tiszta buzát is; rétje sok és jó takarmányt ad; van a Sajó vizén jó malma; a lakosok mindenféléknek fuvarosai. Birják Kerepessi, Szeleczki és Palkovicsné aszszony; lakja a ns Jánosdeák és Oskó család."
Borovszky monográfiasorozatának Gömör-Kishont vármegyét tárgyaló része szerint: „Lekenye, sajómenti magyar kisközség, 62 házzal és 324 ág. h. ev. és ev. ref. vallású lakossal. Egyike azoknak a községeknek, melyeket IV. Béla király 1243-ban Bebek Detriknek és Fülöpnek adományozott. 1427-ben a Forgách családot, 1482-ben a Fügedy családot is mint birtokosokat találjuk itt. 1496-ban a Thornallyay család is birtokosa, később pedig a Kerepesy, Szeleczky, Palkovich, Jánosdeák, Osskó és a Gotthard családok. A községben levő ev. ref. templom Árpád-korbeli építmény. A község postája, távírója és vasúti állomása Horka."
1920-ig Gömör-Kishont vármegye Tornaljai járásához tartozott. 1938 és 1945 között ismét Magyarország része.

## Népessége
| Év:            | 1994. | 2004.   | 2014.    | 2024.   |
| -------------- | ----- | ------- | -------- | ------- |
| Emberek száma: | 333   | 323     | 275      | 266     |
| Eltérés:       |       | -3,00 % | -14,86 % | -3,27 % |

| Év:            | 2023. | 2024.   |
| -------------- | ----- | ------- |
| Emberek száma: | 268   | 266     |
| Eltérés:       |       | -0,74 % |

1910-ben 338-an, túlnyomórészt magyarok lakták.
2001-ben 320 lakosából 279 magyar és 37 szlovák.
2011-ben 296 lakosából 246 magyar és 44 szlovák.
2021-ben 282 lakosából 203 magyar (72%), 68 szlovák, 3 ukrán, 1 orosz, 6 ismeretlen nemzetiségű.

## Híres emberek
- A községhez tartozó Sajótibán született 1931. január 8-án Takács András néptáncgyűjtő, koreográfus.[8]

## Nevezetességei

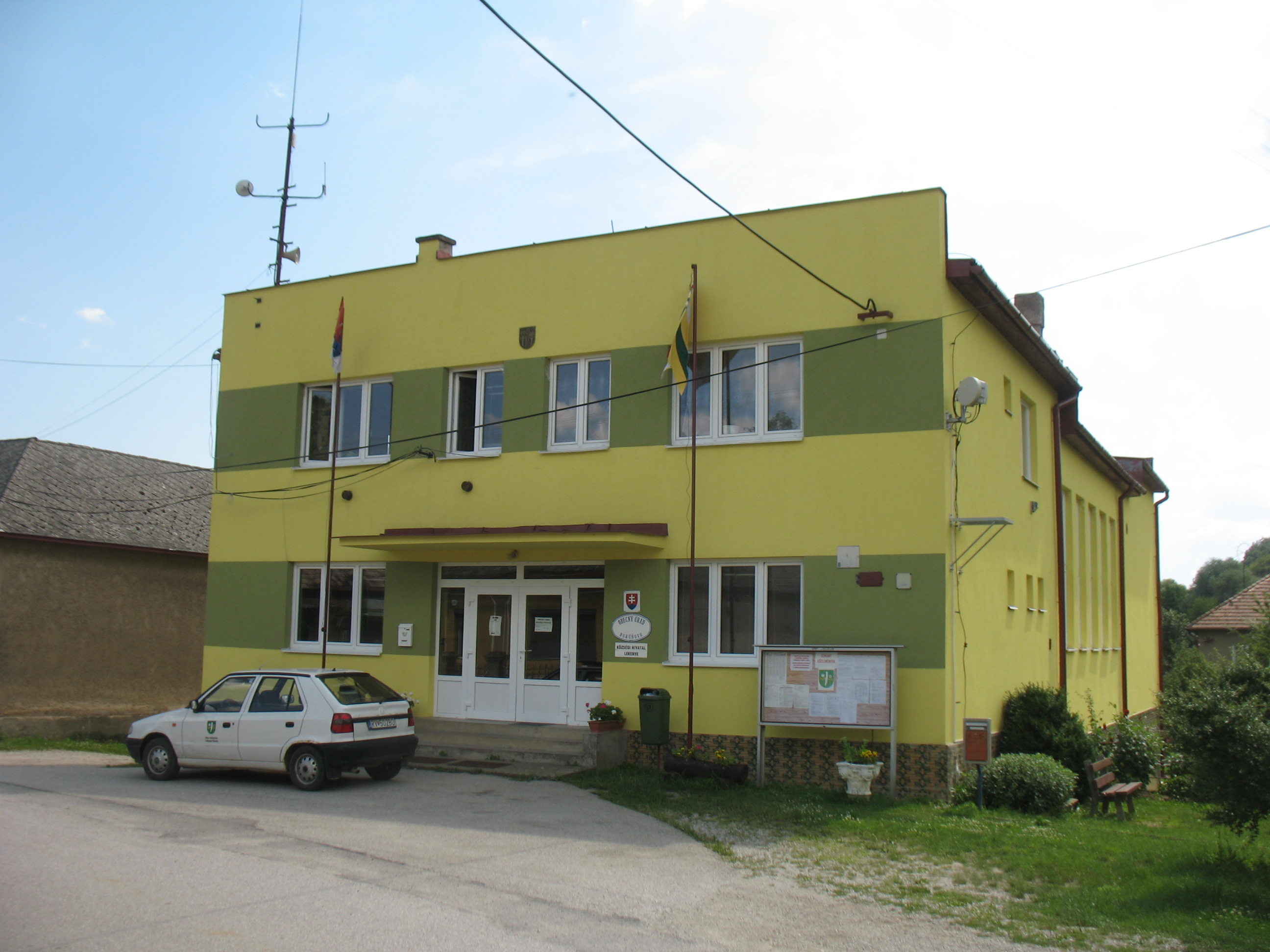
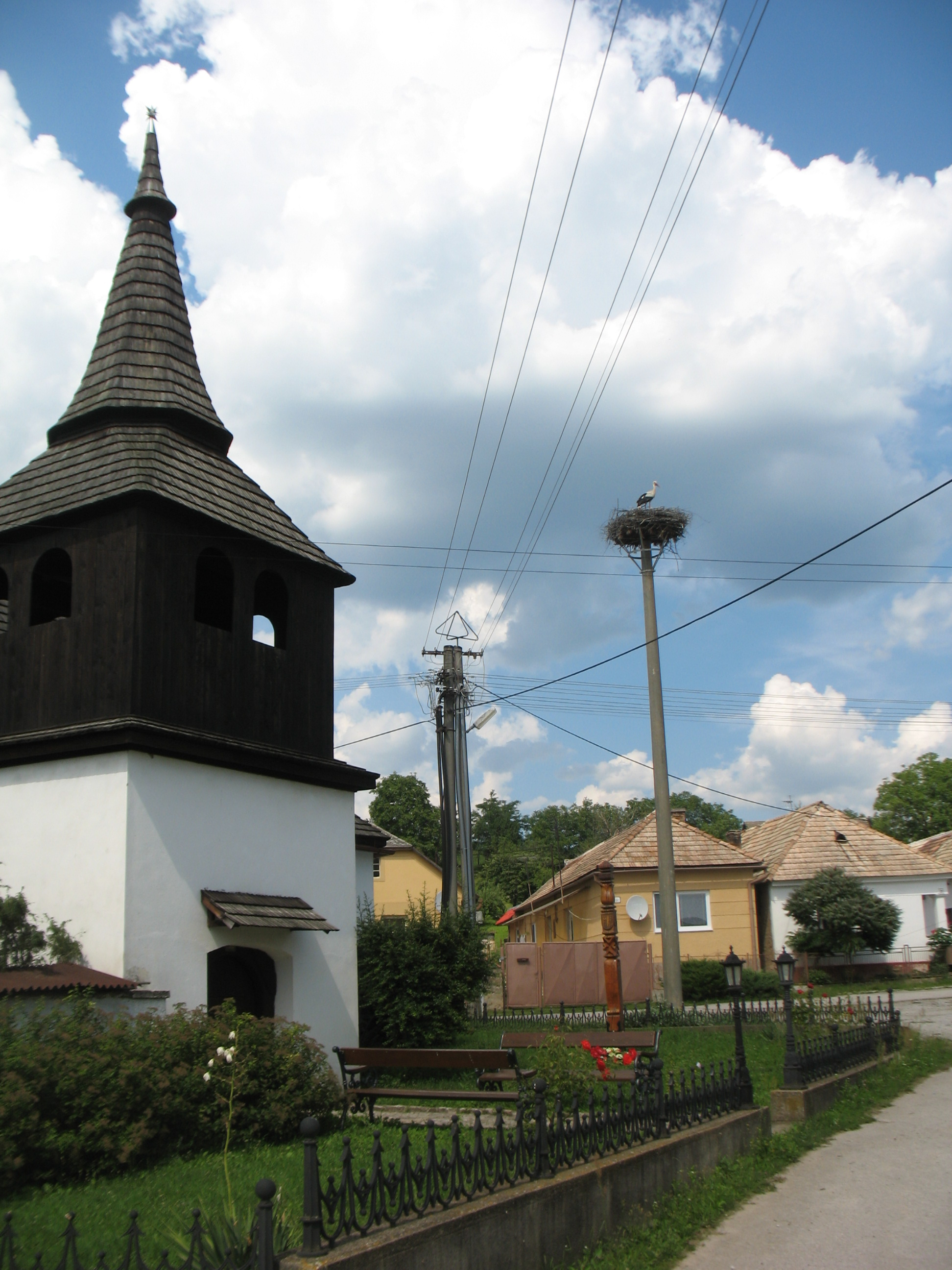
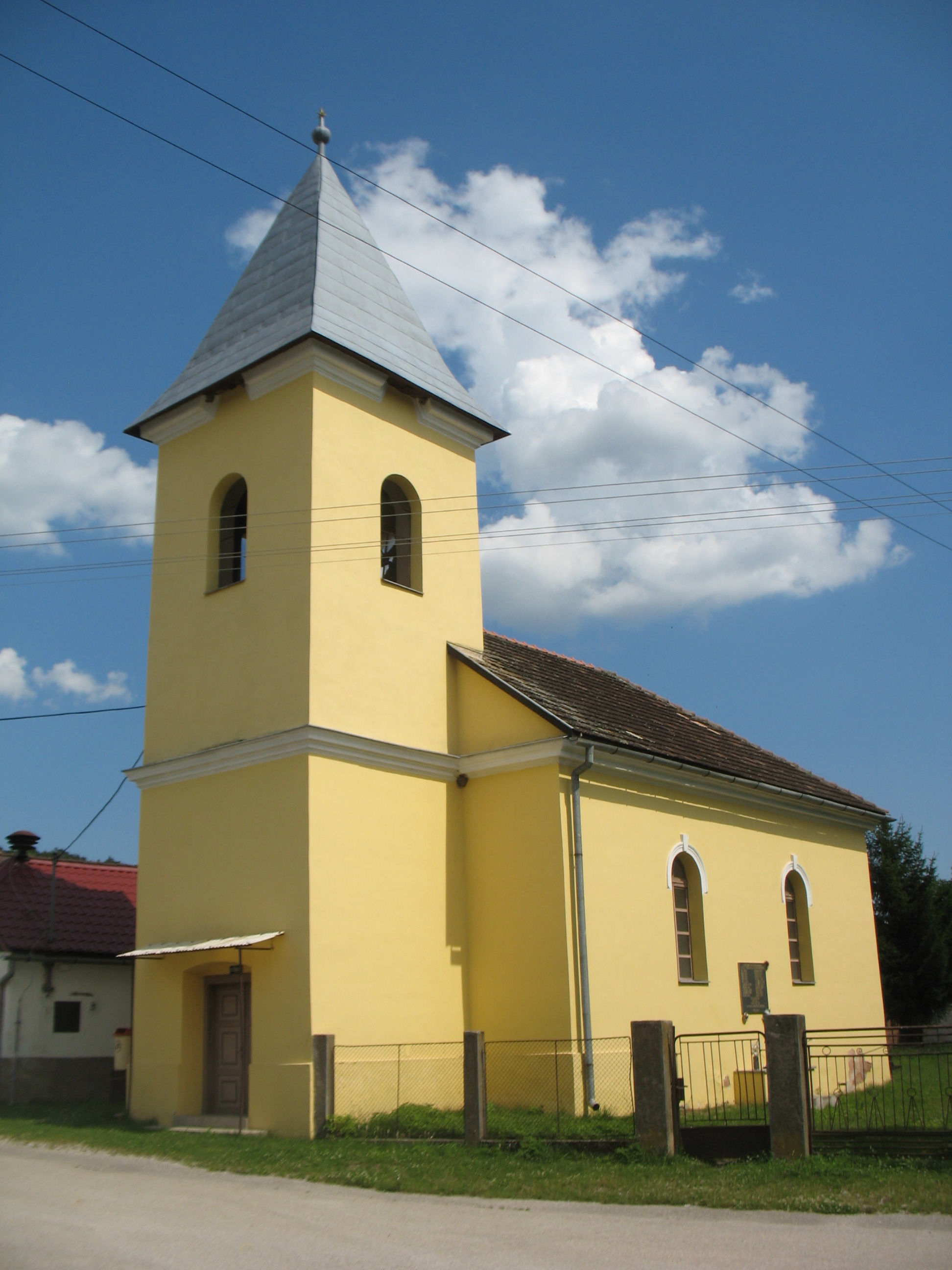
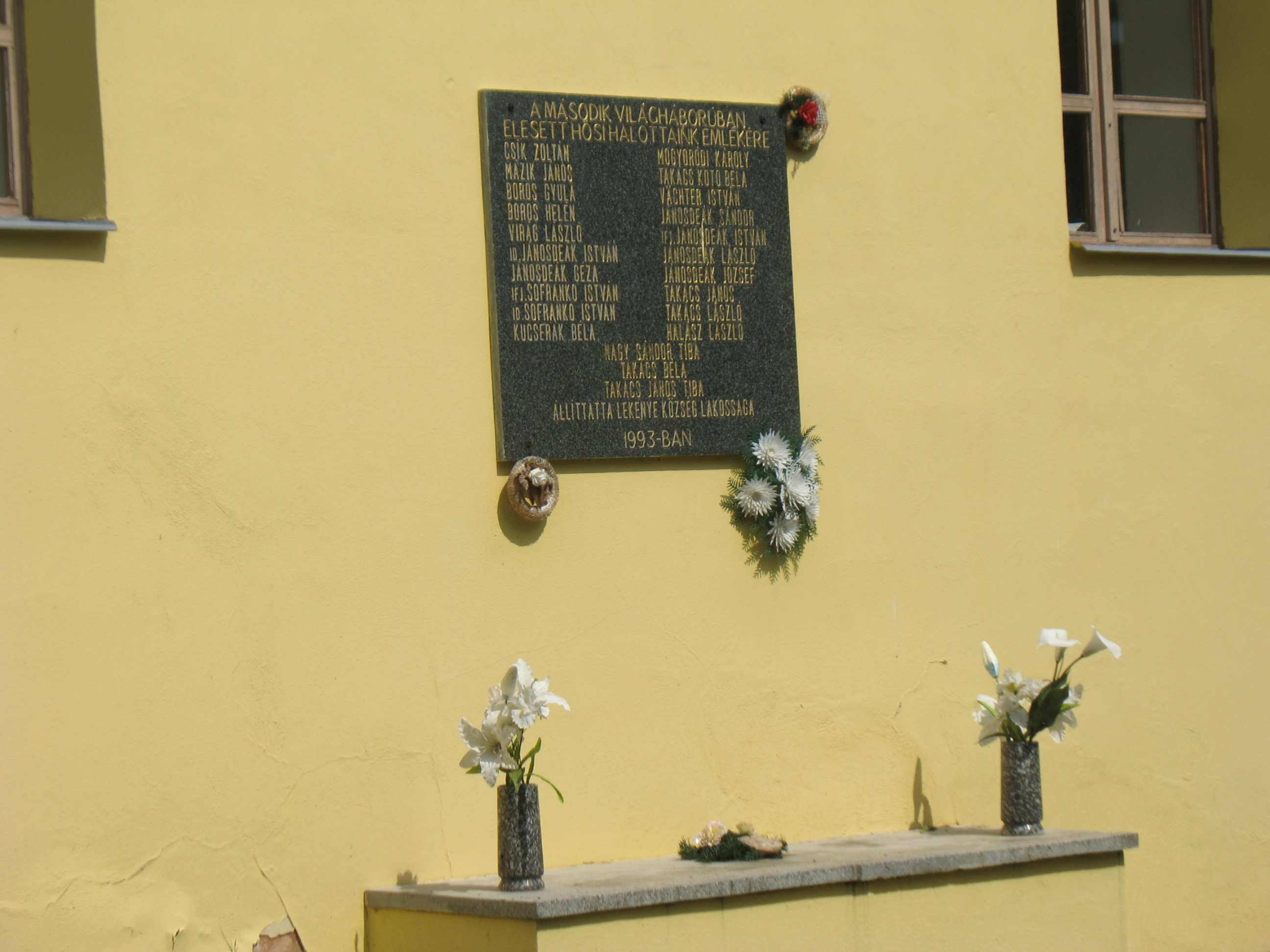
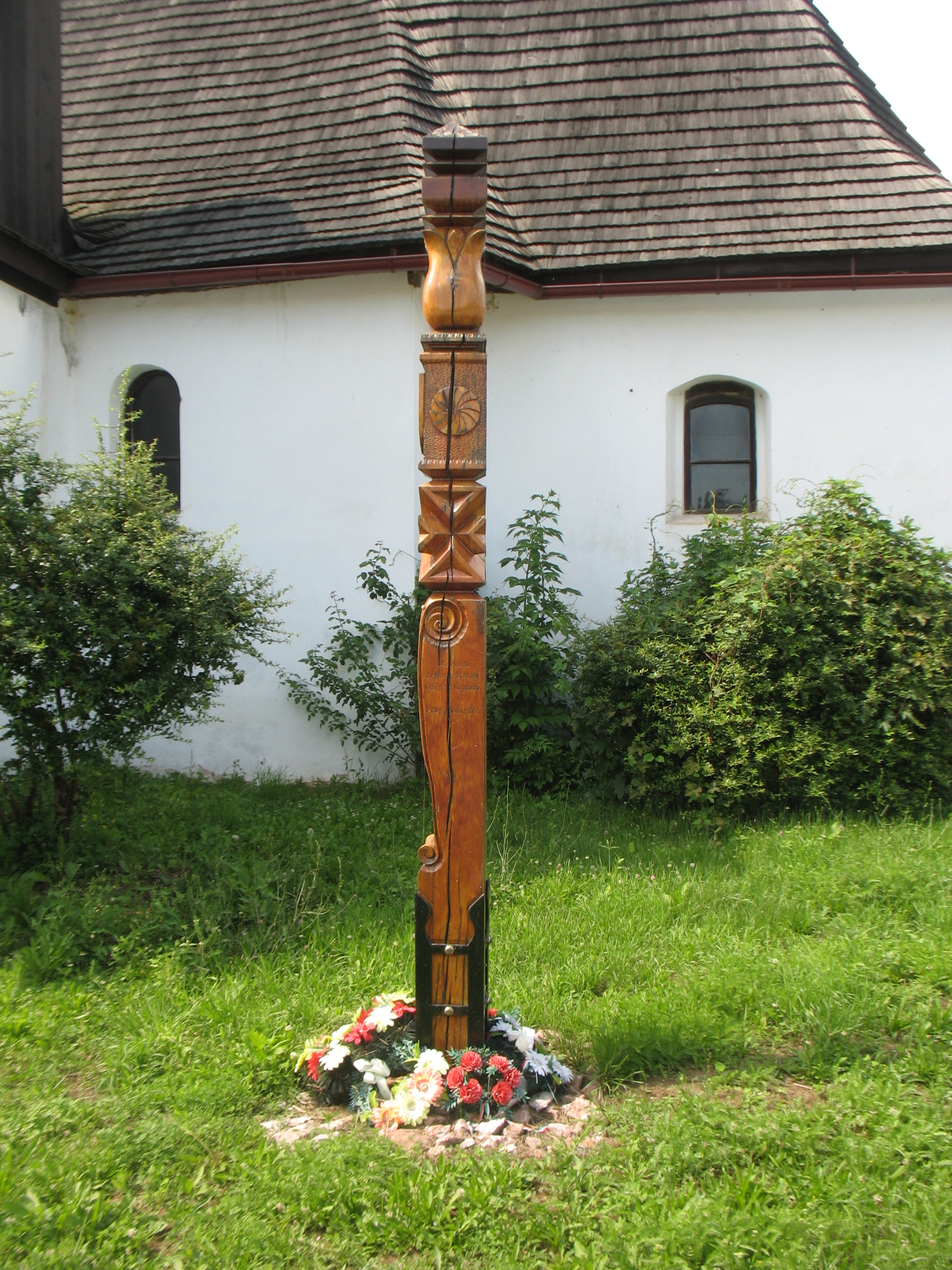

- Evangélikus temploma a 15. században épült késő gótikus stílusban. Később megújították és fa harangtornyot építettek hozzá.